# Phalantias grandiceps
Phalantias grandiceps es una especie de coleóptero de la familia Anthicidae.

## Distribución geográfica
Habita en Madras (India).